# Agnieszka Jarzębowska
Agnieszka Jarzębowska (ur. 1959 w Sieradzu) – poetka, laureatka wielu konkursów literackich.
Absolwentka Uniwersytetu Łódzkiego, członek Koła Literackiego „Anima” i Nieformalnej Grupy „Poeci Po Godzinach”, honorowy członek Janowskiego Klubu Literackiego.

## Publikacje
Tomiki:
- zbiór 200 fraszek pt. Uśmiechy i uśmieszki, wyd. Regiony, Sieradz, 2010,
- polsko-niemiecki tomik wierszy Miejsce po przecinku/Die Stelle nach dem Komma, tłum. dr Małgorzata Półrola, wyd. Regiony, Sieradz, 2012,
- tomik fraszek Fraszkomat, wyd. Regiony, Sieradz, 2012,
- polsko-serbski tomik wierszy Układam siebie/Slažem sebe, Krosno, 2012 tłum. Olga Lalić-Krowicka,
- polsko-angielski tomik fraszek NIC-nothing, wyd. Bez Erraty, Lublin, 2014 tłum. Marek Marciniak,
- polsko-litewski tomik wierszy Przekładaniec, wyd. Fundacja Jana Kochanowskiego, Sosnowiec, 2014 tłum. Birute Jonuškaite,
- Bez żartów wyd. Bez Erraty, Lublin, 2017,
- polsko-angielski tomik wierszy, zespół tłumaczy, piąta pora roku wyd. MK Kraków-Sieradz 2017.

Tłumaczona na język angielski, serbski, niemiecki, litewski, słowacki, bułgarski, niderlandzki, włoski, rosyjski, szwedzki i telugu.

## Nagrody
- Laureatka Lifetime Achievement Award, przyznanej w 2018 r. przez Writers Corner International (Srijana Lokal) Warangal, Telangana India[2],
- Odznaczona Medalem Komisji Edukacji Narodowej za pracę zawodową i społeczną[2].